# Morisia monanthos
Morisia monanthos là một loài thực vật có hoa trong họ Cải. Loài này được (Viv.) Asch. mô tả khoa học đầu tiên năm 1885.